# ダッジ・ランサー
ランサー（Lancer ）は、ダッジが販売していた乗用車である。
なお、ダッジブランドを展開するクライスラーの提携相手だった三菱自動車工業の「ランサー」とは名前が同じ以外関係がないが、ラテンアメリカでは三菱・ランサーがダッジブランドの車種として販売されていた。

## 初代（1955年 – 1959年）
カスタムロイヤルランサーは、1959年のダッジのハードトップの最上位モデルだった。1959年に製造された2ドアハードトップは6,278、4ドアハードトップは5,019で合計11,397のカスタムロイヤルランサーが製造された。
搭載されるエンジンは、ビッグブロックV8エンジンを搭載し、5.9Lで309PSを発生した。

## 2代目（1960年 – 1962年）
先代でダッジ・ダートを後継に迎えるもフルモデルチェンジされ販売された。立ち位置はプリムス・ヴァリアントの上級版姉妹車として登場。価格は1,981ドルから2,451ドルの範囲だった。初年度は合計74,800台が米国市場向けに生産され、ダッジの売上高の32.4％を占めた。
1962年の廃止の際に再びダートを後継とし1984年まで絶版となった。

## 3代目（1984年 – 1989年）
3代目モデルは5ドアの中型ハッチバックとして再登場した。プラットフォームはKプラットフォームをベースに拡張したHプラットフォームを使用。生産は1989年4月7日に終了し、スピリットに置き換えられた。
欧州市場
1988年4月、クライスラーはランサーをクライスラー・GTSの名前で販売することを決定した。主に西欧諸国で販売されたが、欧州人の関心を引き付けることができず1989年に輸入を終了。クライスラー・サラトガに替えられた。